# Actelion
Actelion (SWX : ATLN) est une ancienne entreprise suisse de biopharmacie dont le siège social est situé à Allschwil près de Bâle. Johnson & Johnson a intégré son activité dans sa division Janssen Pulmonary Hypertension.

## Histoire
En 1997, Martine et Jean-Paul Clozel travaillent dans le laboratoire pharmaceutique Roche, où ils développent le Bosentan, un médicament contre l'hypertension artérielle pulmonaire, mais « la direction de Roche ne croit pas à son potentiel ». Le couple Clozel crée alors la société Actelion près de Bâle afin de poursuivre l'aventure sans Roche. Ils s'associent avec 2 autres employés de Roche, Walter Fischli et Thomas Widmann (qui est président de 1997 à 2000), ainsi qu'avec André J. Müller (alors chez Pierre Fabre). Jean-Paul, un cardiologue, dirige l'entreprise à partir de 2000, et Martine, une pédiatre, dirige la recherche.
Introduite en bourse en 2000, elle fait bientôt partie de l'indice SMI.

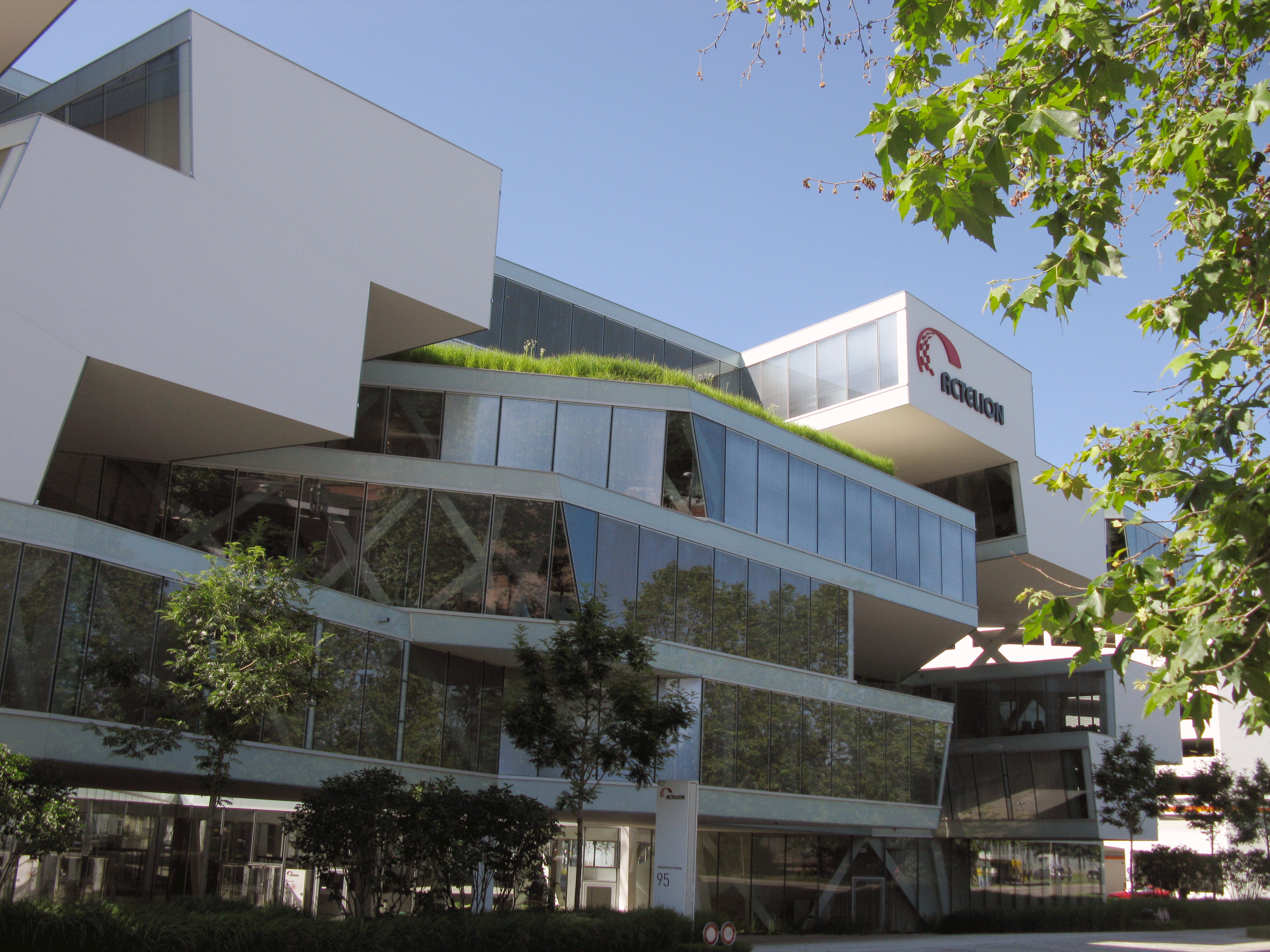
Siège social.

Jean-Paul Clozel et son épouse détiennent alors 4,5 % du capital de la société. 
Grâce au Tracleer, le chiffre d'affaires atteint 1,93 milliard de francs suisses en 2009 et le bénéfice net atteint 390,6 millions de francs suisses. Pour la première fois, le groupe verse un dividende de 80 centimes suisses par action.
Mais la société attire des convoitises. Un actionnaire important, le fonds d'investissement activiste Elliott Advisors, possède 6 % du capital. Il essaie de renverser la direction en 2011 dans le but de vendre l'entreprise, mais n'y arrive pas.
Sanofi essaie d'acheter l'entreprise en 2016 pour 9,3 milliards de dollars, mais le couple Clozel refuse de vendre. Il augmente alors son offre, mais c'est Johnson & Johnson qui l'emporte en 2017 en payant 30 milliards de dollars (29.7 milliards de francs suisses) aux actionnaires. Le couple Clozel ne souhaite pas vendre, mais est obligé de s'incliner, ne possédant que 5% du capital de Actelion. Toutefois, la recherche-développement n'est pas vendue, elle constitue une société indépendante, Idorsia (en), dont le couple Clozel possède 29% du capital (2022).
Après la vente, Johnson & Johnson retire la société de la bourse et fait face à une baisse de 60 % des ventes de Tracleer en 2017, à cause de la concurrence de génériques. Grâce à l'Opsumit qui prend la relève, les ventes remontent dans les années suivantes, mais Johnson & Johnson procède à l'intégration d'Actelion, conservant seulement une partie du personnel de Actelion, et supprimant 75 postes près de Bâle et 30 postes en France début 2019.

## Produits
Le principal médicament de la société est le Tracleer, utilisé contre l'Hypertension artérielle pulmonaire.
Le Clazosentan (en), vendu au Japon, est un inhibiteur de l'Endothéline.